# Brinkstraat 40-42 (Baarn)
Brinkstraat 40-42 is een gemeentelijk monument aan de Brinkstraat in Baarn in de provincie Utrecht.
Het woonhuis-winkelpand werd in aan het eind van de 19e eeuw gebouwd. Het linker deel van het pand is het woongedeelte, rechts is de winkel. In 1926 is een portiek gebouwd als vervanging van de toegangsdeur.